# Gare de Bouchain
Gare de Bouchain vasútállomás Franciaországban, Bouchain településen.

## Vasútvonalak
Az állomást az alábbi vasútvonalak érintik:
- Busigny-Somain-vasútvonal

## Kapcsolódó állomások
A vasútállomáshoz az alábbi állomások vannak a legközelebb:
- Gare d’Iwuy
- Gare de Lourches